# Sydney FC
Sydney Football Club este un club de fotbal din Sydney, Australia care evoluează în A-League.

## Lotul actual
| Nr. |           | Poziție | Jucător                        |
| --- | --------- | ------- | ------------------------------ |
| 1   | Australia | P       | Vedran Janjetović              |
| 2   | Australia | F       | Sebastian Ryall (Vice-Captain) |
| 4   | Australia | F       | Alex Wilkinson                 |
| 5   | Australia | F       | Matthew Jurman                 |
| 6   | Australia | M       | Joshua Brillante               |
| 7   | Australia | F       | Michael Zullo                  |
| 8   | Serbia    | M       | Miloš Dimitrijević             |
| 10  | Serbia    | M       | Miloš Ninković                 |
| 13  | Australia | M       | Brandon O'Neill                |

| Nr. |           | Poziție | Jucător                                     |
| --- | --------- | ------- | ------------------------------------------- |
| 14  | Australia | A       | Alex Brosque (Captain)                      |
| 17  | Australia | M       | David Carney                                |
| 18  | Australia | A       | Matt Simon                                  |
| 21  | Slovacia  | A       | Filip Hološko                               |
| 23  | Australia | M       | Rhyan Grant                                 |
| 24  | Australia | A       | George Blackwood                            |
| 25  | Australia | F       | Aaron Calver                                |
| —   | Australia | P       | Danny Vukovic                               |
| —   | Australia | A       | Bernie Ibini (împrumutat de la Club Brugge) |

## Palmares
- A-League Championship:
  - Champions (2): 2005–06, 2009-10
  - Premiership (1): 2009-10
  - Finals Series Appearances (4): 2005–06, 2006–07, 2007–08, 2009-10,
- W-League:
  - Premiers (1): 2009
  - Champions (1): 2009
- National Youth League Championship:
  - Premiers (1): 2008–09
  - Champions (1): 2008–09
- Oceania Club Championship: 1
  - 2005 — Champions
- Liga Campionilor Asiei Appearances: 2
  - 2007 — Group Stage
  - 2011 — (To Be Determined)
- Cupa Intercontinentală Appearances: 1
  - 2005 — 5th
- Pan-Pacific Championship Appearances: 1
  - 2008 — 4th

## Jucători importanți
| Australia - John Aloisi - Clint Bolton - David Carney - Alvin Ceccoli - Simon Colosimo - Steve Corica - Iain Fyfe - Mark Milligan - Robbie Middleby - Sasho Petrovski - Tony Popovic - Brendon Santalab - Ufuk Talay |  | Brazilia - Juninho Anglia - Michael Bridges Italia - Benito Carbone - Alessandro Del Piero Japonia - Kazuyoshi Miura Slovacia - Karol Kisel Trinidad and Tobago - Dwight Yorke |  |  |